# Salih Uzun
Mehmet Salih Uzun (ur. 1970 w Gölcüku) – turecki polityk i politolog, deputowany, w latach 2008–2009 przewodniczący Partii Ojczyźnianej (ANAP).

## Życiorys
Absolwent stosunków międzynarodowych na Uniwersytecie w Ankarze. Uzyskał magisterium z nauk politycznych na tej samej uczelni. Doktoryzował się na Uniwersytecie Seldżuckim. Pełnił różne funkcje w strukturze partii ANAP. Pracował jako reporter i dyrektor serwisów informacyjnych w prywatnej telewizji. Pod koniec lat 90. był członkiem zarządu agencji prasowej Anadolu Ajansı, później zatrudniony na kierowniczym stanowisku w ministerstwie kultury.
W 2008 został nowym przewodniczącym Partii Ojczyźnianej. Kierował nią do 2009, kiedy to formacja ta przyłączyła się do Partii Demokratycznej (DP). Objął wówczas funkcję wiceprzewodniczącego tego ugrupowania. W 2021 wybrany na prezesa fundacji Türk Demokrasi Vakfı. W 2023 uzyskał mandat posła do Wielkiego Zgromadzenia Narodowego Turcji, kandydując jako przedstawiciel DP na liście Republikańskiej Partii Ludowej